# Wolfgang F. Kersten
Wolfgang F. Kersten (* 27. August 1954 in Neustadt am Rübenberge) ist ein deutsch-schweizerischer Kunsthistoriker, Hochschullehrer, Autor und Verlagsinhaber. Er ist Titularprofessor für Neuere und Neueste Kunstgeschichte an der Universität Zürich.

## Leben
Kersten studierte Kunstgeschichte, Philosophie, Archäologie und Empirische Kulturwissenschaft an der Eberhard Karls Universität Tübingen und an der Philipps-Universität Marburg. Die Promotion erfolgte 1985 in Marburg mit einer Arbeit über Paul Klee, die Habilitation 2002 an der Philosophischen Fakultät der Universität Zürich mit Studien zur modernen und postmodernen Malerei im 20. Jahrhundert.
Kersten war 1985 am Bauhaus-Archiv, Berlin, und von 1986 bis 1991 an der Paul-Klee-Stiftung im Kunstmuseum Bern (heute Zentrum Paul Klee) tätig. 1988–89 erhielt er ein Postgraduiertenstipendium des Getty-Grant-Programs. Von 1991 bis zur Pensionierung im Jahr 2019 war er als Dozent am Kunsthistorischen Institut der Universität Zürich angestellt; seit 2019 ist er selbstständig tätig als Wissenschaftler und Verlagsinhaber der Zi Publishing, Consulting and Research GmbH.
Mit seinen Publikationen, Forschungsschwerpunkten und Ausstellungsprojekten bewegt sich Kersten mehrheitlich im Bereich der Klassischen Moderne. Er arbeitet methodisch vornehmlich unter der Devise Art in the Making sowie zur Sozialgeschichte der Künste; er ist international seit Jahrzehnten aktiv als Experte für die Kunst von Paul Klee; in jüngster Zeit erforscht er das Leben von Lily Klee.

## Publikationen

### Bücher, Ausstellungskataloge
- Wolfgang Kersten, Osamu Okuda, Marie Kakinuma: Paul Klee. Sonderklasse, unverkäuflich. Mit zwei Textbeiträgen von Stefan Frey, hg. v. Zentrum Paul Klee, Bern, Museum der bildenden Künste Leipzig, Köln 2015
- Paul Klee. Art in the Making, 1883–1940, Ausstellungskatalog, The National Museum of Modern Art, Kyoto, 12. März bis 15. Mai 2011, The National Museum of Modern Art, Tokyo, 31. Mai bis 31. Juli 2011, hg. von Wolfgang Kersten, Yuko Ikeda, Kenjin Miwa, (wissenschaftliche Konzeption der Ausstellung: Wolfgang Kersten), Kyoto 2011 (jap. u. dt. Ausgabe)
- 25 Jahre Kunstverein Schopfheim, 1982–2007, Lörrach 2007 (Hg. und Autor)
- Alois Köchl. Menschen. Chicago-Burundi, Ausstellungskatalog, Stadtmuseum u. Kunstverein Schopfheim 2007
- Tàpies. Alter, Jugend, Materialismus – drei Näherungen, Galerie Lelong Zürich, 2005 (dt. u. engl.)
- Paul Klee – Das Skizzenbuch Bürgi, 1924/25. Faksimile und Kommentar, (Klee-Studien, Bd. 1, hrsg. v. Stefan Frey, Wolfgang Kersten u. Alexander Klee), Zürich 2002; japanische Übersetzung 2003
- Malerei als Sozialäusserung. Dirigenten der Wiener Philharmoniker in Alois Köchls Gemälde-Parcours, Zürich 1996.
- Paul Klee – Im Zeichen der Teilung. Die Geschichte zerschnittener Kunst Paul Klees 1883-1940. Mit vollständiger Dokumentation, Ausstellungskatalog, ed. Kunstsammlung Nordrhein Westfalen, Düsseldorf, und Staatsgalerie Stuttgart, Stuttgart 1995 (Co-Autor: Osamu Okuda).
- Plastische Anmut, Ausstellungskatalog Markus Lüpertz. Die Pietrasanta Bronzen, München 1995.
- Markus Lüpertz. Männer ohne Frauen – Parsifal. Das Gesicht des Bildes, Köln/New York 1993 (dt. u. engl.).
- Paul Klee. „Übermut“. Allegorie der künstlerischen Existenz, Frankfurt 1990 (3. überarbeitete Aufl. 1996, span. Übersetzung 1995, jap. Übersetzung 1997).
- Paul Klee. Tagebücher 1898-1918. Textkritische Neuedition, Paul-Klee-Stiftung, Kunstmuseum Bern, ed. Wolfgang Kersten, Stuttgart 1988 (jap. Übersetzung 2010).
- Paul Klee. „Zerstörung, der Konstruktion zuliebe?“, (Studien zur Kunst- und Kulturgeschichte, Bd. 5, ed. Heinrich Klotz), Marburg 1987.

### Herausgeberschaften
- Georges-Bloch-Jahrbuch des Kunsthistorischen Instituts der Universität Zürich, 1994–2019 (26 Bde.)
- Weltenbilder, hg. von Nanni Baltzer u. Wolfgang Kersten (=Studies in Theory and History of Photography 1), Berlin 2011
- Klee-Studien. Beiträge zur internationalen Paul-Klee-Forschung und Edition historischer Quellen, 2002–2013 (4 Bde., hg. mit Stefan Frey und Alexander Klee)
- Schriften zur Schweizer Kunst-, Architektur- und Kulturgeschichte, 1994–2006 (5 Bde.)
- »Radical Art History«. Internationale Anthologie – Subject: O.K. Werckmeister, Zürich 1997

### Aufsätze
- Vollständige Liste